# Les carottes sont cuites (film, 1956)
Pour les articles homonymes, voir Les carottes sont cuites.
Pour plus de détails, voir Fiche technique et Distribution.
Les carottes sont cuites est un film français réalisé par Robert Vernay et sorti en 1956.

## Synopsis
Le jeune Edmond Boyer, âgé de 12 ans, est un enfant prodige, jeune chef d'orchestre dont les parents fortunés organisent tout pour lui assurer une carrière. Ils vont même jusqu'à se faire passer aux yeux de tous pour des Russes et ont rebaptisé leur fils « Ded Boyeski ».
Arrivé depuis peu à Paris, le jeune garçon a un précepteur et se morfond alors qu'il voudrait partager les jeux de la bande de gosses du quartier. À l'insu de ses parents, il s'échappe en secret de son appartement bourgeois et arrive à se faire accepter dans le groupe de gamins baptisé la « bande de la Grande Truanderie ». Ces « gavroches » naviguent dans le quartier des Halles où ils sont connus des vendeurs de rue et les aident à l'occasion contre quelque argent de poche.
Ses escapades découvertes, Ded se révolte contre la discipline trop stricte qu'on lui impose et puisque c'est lui, par ses cachets, qui fait vivre la famille, il obtient de mener la vie qu'il veut, invitant la bande des pauvres dans son luxueux appartement.
Mais le valet des « Boyeski », qui a de mauvaises fréquentations, rumine une rancœur contre la famille et organise avec des complices le rapt du garçon contre une forte rançon. Or les parents ne sont pas aussi riches qu'on le pensait et ne peuvent réunir la somme. C'est grâce à l'intuition et à la débrouillardise de la bande de gamins que le jeune chef est libéré juste à temps pour diriger l'orchestre d'un gala de prestige : il en profite pour imposer la présence de ses camarades de jeu dans la salle.

## Fiche technique
- Titre : Les carottes sont cuites
- Réalisation : Robert Vernay, assisté de Pierre Gautherin et Fernand Hochmann
- Scénario original et adaptation : Solange Térac, Robert Vernay
- Dialogues : Solange Térac
- Décors : Louis Le Barbenchon, assisté de André Piltaut
- Photographie : André Germain
- Opérateur : Roger Duculot, assisté de Michel Bouyer
- Musique : Daniel White (éditions : Choudens)
- Les fragments de l'ouverture d'Egmond de Ludwig van Beethoven sont extraits du disque 320 C 001 Ducretet-Thomson
- Son : Norbert Gernolle, assisté de André Soler et Lucien Moreau
- Maquillage : Serge Groffe
- Photographe de plateau : André Guy
- Script-girl : Claude Vériat
- Régisseur : Ernest Muller
- Régisseur extérieur : Fernand Chauviret
- Système sonore : Euphonic - Omnium sonore
- Caméra de location : Chevereau
- Réalisation dans les studios Photosonor à Courbevoie
- Tirage : Laboratoire Franay L.T.C Saint-Cloud
- Trucage : LAX
- Production : Eole Production et Dispa
- Chef de production : Émile Darbel, David-Armand Medioni
- Directeur de production : Martial Berthot
- Distribution : Société Nouvelle des Films Dispa
- Tournage du 13 décembre 1955 au 4 février 1956
- Pays :  France
- Format : noir et blanc - 35 mm - son mono
- Genre : comédie
- Durée : 88 minutes
- Dates de sortie : France - 26 septembre 1956
- Visa d'exploitation : 17995

## Distribution
- Jane Sourza : Jeanne Boyer / Boyeski, la mère du jeune chef d'orchestre
- Raymond Souplex : Raymond Boyer / Boyeski, le père du jeune chef d’orchestre
- Jean-Pierre Bonnefous : Edmond (Ded) Boyer / Boyeski, le jeune chef d’orchestre
- Lucien Baroux : le parrain d’Edmond, un ami fidèle des Boyer
- Pauline Carton : Pauline, une amie fidèle des Boyer
- Jeanne Fusier-Gir : Hélène, une amie fidèle des Boyer
- Robert Pizani : le directeur de la salle de spectacle
- Renée Passeur : une invitée
- Perrette Souplex : une mère des jeunes enfants
- Alain Bouvette : le complice de Lucien
- Robert Berri : Lucien le balafré, le ravisseur
- Jimmy Urbain : René, le chef des gosses
- Robert Murzeau : le chauffeur/serveur des Boyer
- Anne Carrère : Madeleine, la sœur aînée de Gisèle
- Jacqueline Lemaire : une gosse
- Christian Lude : un invité
- Paul Azaïs : le marchand des quatre saisons et ancien boxeur
- René Hell : l’homme dans le square
- Jackie Sardou : Suzanne, la cuisinière des Boyer
- Jean Vinci : le jeune amoureux de Madeleine
- Michel Nastorg : un invité
- Alexandre Rignault : M. Noblet, le bistrot
- Georges Demas : un flic sur le quartier des Halles
- Henri Coutet : le pharmacien
- Patrick Leslie : un gosse
- Louis-Gaston Paul : un gosse
- Roger Vincent : le préposé à la billetterie
- Catherine Zeimeth : une gosse
- Albert de Médina : le photographe de presse
- Marie-Christine Faburel : une gosse
- Jean Delettre : un gosse
- Jean Hébey : un voisin au bistrot
- Lucien Hubert : le précepteur du jeune Edmond
- Jean Dunot : M. Dupuis, un habitant du quartier
- Jacques Varennes : le commissaire de police
- Philippe Richard : un invité
- Louis Viret : le brigadier
- Catherine Gay
- Betty Stresa
- Lily Sioux
- Michel Marsay
- Robert Chandeau